# Al Hoxie
Al Hoxie (7 de octubre de 1901 - 6 de abril de 1982) fue un actor cinematográfico de nacionalidad estadounidense, activo en la época del cine mudo. Hermano del famoso actor del género western Jack Hoxie, actuó en 44 filmes a lo largo de una carrera desarrollada entre 1920 y 1934.

## Biografía
Su verdadero nombre era Alton Jay Stone, y nació en Nezperce, Idaho. Cuando su madre, Matilda E. Quick Hoxie, de ascendencia india de la tribu Nez Perce (aunque algunas fuentes afirmaban que era Cherokee), quedó viuda del veterinario Bart 'Doc' Hoxie, ella y su hijo, Jack Hoxie, se mudaron a Panhandle de Idaho, donde se casó con un ranchero y domador de caballos llamado Calvin Scott Stone. Fruto de ese matrimonio nació Al Stone, criándose en los bosques y las montañas de Idaho. Cuando su medio hermano mayor, Jack, comenzó sus éxitos en el cine, Al siguió sus pasos y se mudó a Los Ángeles.
Al inicio de su carrera dobló a su hermano y a otros actores en varias películas estrenadas a principios de los años 1920, y posteriormente empezó a interpretar pequeños papeles, que con el tiempo fueron ganando importancia. Anchor Films, un estudio de serie B perteneciente a los llamados estudios Poverty Row, percibió su potencial como cowboy, y utilizó el apellido de su famoso hermano, por lo que pasó a ser llamado Al Hoxie. Fue contratado para hacer el papel principal de una serie de westerns, y ello le facilitó también un contrato con el productor Bud Barsky.
Su primer trabajo como actor llegó en el serial Ruth of the Rockies en 1920, participando como extra, sin créditos. Su primer papel principal lo obtuvo en Buried Gold (1926), trabajando después en cintas como Unseen Enemies (1926) y The Road Agent (1926). Su última película fue el cortometraje Pals of the West, estrenado en 1934.
En 1925, el padre de Al, Scott Stone, fue condenado a muerte por el secuestro y asesinato en Los Ángeles de las hermanas May y Nina Martin, sentencia que fue conmutada por la prisión perpetua incondicional, al haberse observado algunos errores en el desarrollo del caso. Al y su hermano Jack se negaron a colaborar en la defensa de Stone.
Las películas de Al Hoxie no consiguieron un excesivo éxito y, con la llegada del cine sonoro, decidió dejar el cine. Fue a vivir durante unos años en su tierra natal, volviendo más tarde a Los Ángeles, esta vez para trabajar como conductor de la línea de tranvías Red Line. También fue, durante un  tiempo, guarda forestal, entrando después en la policía, sirviendo primero en el Departamento de Policía de Anaheim, California y, más adelante, en el Patton State Hospital. En esa época, Hoxie recuperó algo de atención pública al desarmar a un hombre que había enloquecido y tenía rehenes, siendo premiado por su valentía por Ronald Reagan en 1968, que le concedió la máxima condecoración del estado, la Medalla de Honor de California.
Después de ello se retiró, pasando sus últimos años en Redlands, California, localidad en la que falleció en 1982, diecisiete años después de la muerte de su hermano Jack.

## Selección de su filmografía
- Ruth of the Rockies (1920)
- Thunderbolt Jack (1920)
- The Queen of Sheba (1921)
- Nuestra Señora de París (1923)
- Days of '49 (1924)
- The Back Trail (1924)
- The Ace of Spades (1925)
- Buried Gold (1926)
- Unseen Enemies (1926)
- The Lost Trail (1926)
- Pals of the West (1934)